# Mosor
Das Mosor ist ein Abschnitt des Dinarischen Küstengebirges in Südkroatien.
Es erstreckt sich auf etwa 25 km Länge zwischen Split und der Mündung des Flusses Cetina bei Omiš in der Region Mitteldalmatien. Der höchste Gipfel ist der Veliki Kabal (1339 m).
Die verkarsteten Hänge des Mosor bestehen hauptsächlich aus Kalkstein. Er ist wasserarm und nur spärlich bewaldet.
Vom späten Mittelalter bis zum Beginn des 19. Jahrhunderts war der Mosor Kernland der halbautonomen Republik Poljica.